# Шахаевский лиман
Шахаевский лиман — лиман на реке Маныч. Находится в Ростовской области, Весёловском районе, вниз по течению после Весёловского водохранилища.
На берегу Шахаевского лимана расположились хутора Маныч-Балабинка, Свобода, Средний Маныч. Со стороны правого берега лиман в основном мелководен, слева — глубокий за счёт искусственного углубления для судоходства. Вода в лимане пресная, прозрачная, до 1995 года была богата рыбой, раками. Водится большое разнообразие водоплавающей птицы, в том числе лебеди.